# Storbritanniens Grand Prix 2022
Storbritanniens Grand Prix 2022, officiellt Formula 1 Lenovo British Grand Prix 2022, var ett Formel 1-lopp som kördes den 3 juli 2022 på Silverstone Circuit i England. Loppet var det tionde loppet ingående i Formel 1-säsongen 2022 och kördes över 52 varv.

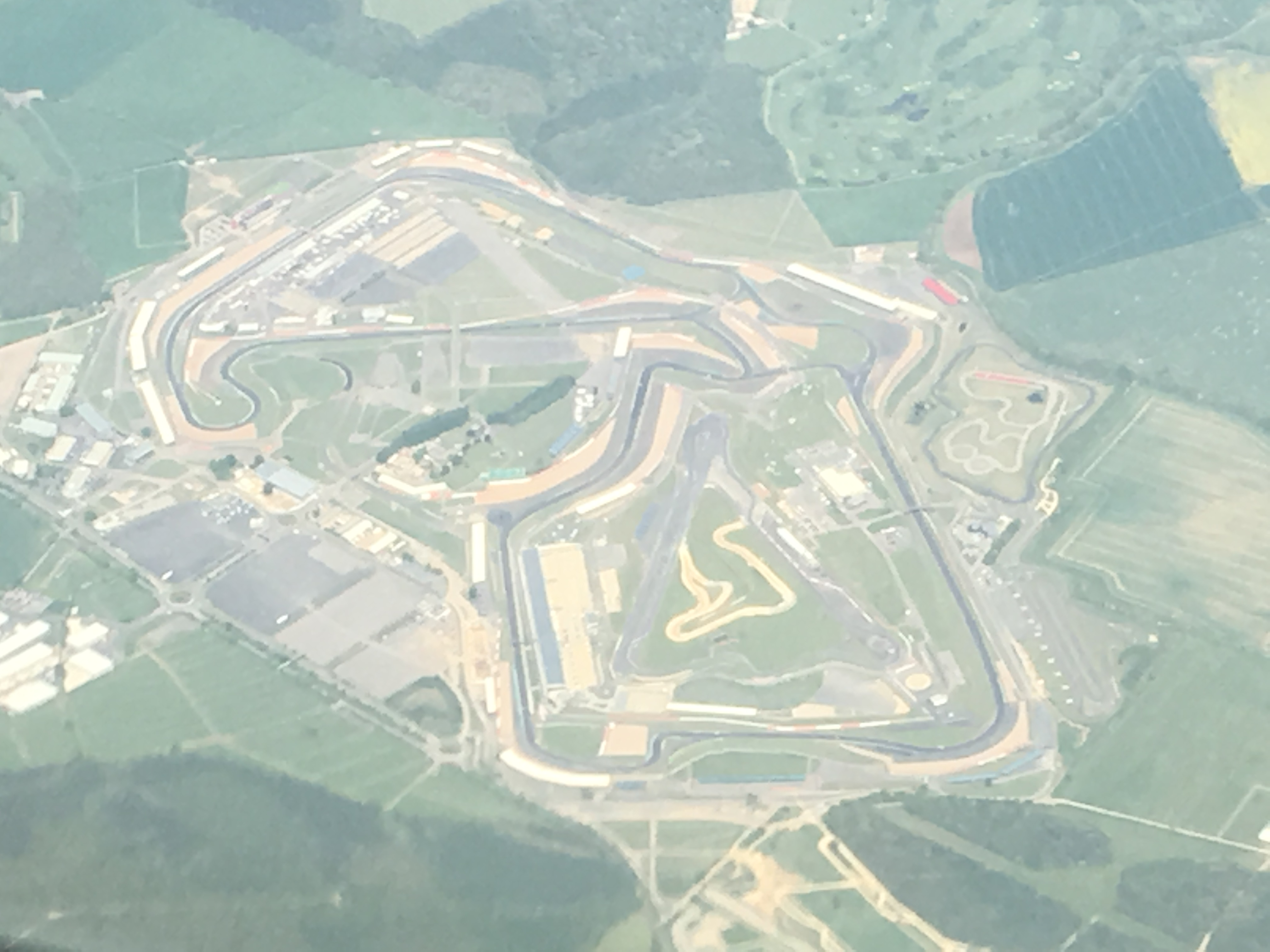
Flygbild av Silverstone Circuit

## Bakgrund

### Däckval
Däckleverantören Pirelli har tilldelat C1-, C2- och C3-däckföreningarna som ska användas i loppet.

## Ställning i mästerskapet före loppet
| Pos. | Förare            | Poäng |
| ---- | ----------------- | ----- |
| 1 ▬  | Max Verstappen    | 175   |
| 2 ▬  | Sergio Pérez      | 129   |
| 3 ▬  | Charles Leclerc   | 126   |
| 4 ▬  | George Russell    | 111   |
| 5 ▬  | Carlos Sainz, Jr. | 102   |

| Pos. | Konstruktör      | Poäng |
| ---- | ---------------- | ----- |
| 1 ▬  | Red Bull         | 304   |
| 2 ▬  | Ferrari          | 228   |
| 3 ▬  | Mercedes         | 188   |
| 4 ▬  | McLaren-Mercedes | 65    |
| 5 ▬  | Alpine-Renault   | 57    |

- Notering: Endast de fem bästa placeringarna i vardera mästerskap finns med på listorna.

## Träningen
Det första träningspasset ägde rum 14:00 svensk tid (13:00 lokal tid) på fredagen den 1 juli i regnigt väder. På grund av väderrapporter kom flera team ut på banan mindre än normalt, då väderrapporterna för efterföljande träningspass visade uppehåll.
Det andra träningspasset ägde rum 17:00 svensk tid (17:00 lokal tid) på fredagen den 1 juli. Inget regn förekom under träningspasset, och hela passet kördes utan gulflagg.
Det tredje träningspasset ägde rum 13:00 svensk tid (12:00 lokal tid) på lördagen den 2 juli. Hela passet kördes utan gulflagg, och Max Verstappen var snabbast, med Sergio Pérez och Charles Leclerc tätt efter.

## Kvalet
Kvalet ägde rum klockan 16:00 (15:00 lokal tid) och Carlos Sainz Jr. körde snabbast i Q3 och tog därmed sin första pole position i karriären efter 149 starter. Max Verstappen kom på andra plats medan Charles Leclerc kom på tredje plats.
| Pos.                    | Nr. | Förare           | Konstruktör           | Kvaltider | Kvaltider | Kvaltider | Start- grid |
| Pos.                    | Nr. | Förare           | Konstruktör           | Q1        | Q2        | Q3        | Start- grid |
| ----------------------- | --- | ---------------- | --------------------- | --------- | --------- | --------- | ----------- |
| 1                       | 55  | Carlos Sainz Jr. | Ferrari               | 1:40.190  | 1:41.602  | 1:40.983  | 1           |
| 2                       | 1   | Max Verstappen   | Red Bull Racing-RBPT  | 1:39.129  | 1:40.655  | 1:41.055  | 2           |
| 3                       | 16  | Charles Leclerc  | Ferrari               | 1:39.846  | 1:41.247  | 1:41.298  | 3           |
| 4                       | 11  | Sergio Pérez     | Red Bull Racing-RBPT  | 1:40.521  | 1:42.513  | 1:41.616  | 4           |
| 5                       | 44  | Lewis Hamilton   | Mercedes              | 1:40.428  | 1:41.062  | 1:41.995  | 5           |
| 6                       | 4   | Lando Norris     | McLaren-Mercedes      | 1:41.515  | 1:41.821  | 1:42.084  | 6           |
| 7                       | 14  | Fernando Alonso  | Alpine-Renault        | 1:41.598  | 1:42.209  | 1:42.116  | 7           |
| 8                       | 63  | George Russell   | Mercedes              | 1:40.028  | 1:41.725  | 1:42.161  | 8           |
| 9                       | 24  | Zhou Guanyu      | Alfa Romeo-Ferrari    | 1:40.791  | 1:42.640  | 1:42.719  | 9           |
| 10                      | 6   | Nicholas Latifi  | Williams-Mercedes     | 1:41.998  | 1:43.273  | 2:03.095  | 10          |
| 11                      | 10  | Pierre Gasly     | AlphaTauri-RBPT       | 1:41.680  | 1:43.702  | N/A       | 11          |
| 12                      | 77  | Valtteri Bottas  | Alfa Romeo-Ferrari    | 1:41.396  | 1:44.232  | N/A       | 12          |
| 13                      | 22  | Yuki Tsunoda     | AlphaTauri-RBPT       | 1:41.893  | 1:44.311  | N/A       | 13          |
| 14                      | 3   | Daniel Ricciardo | McLaren-Mercedes      | 1:41.933  | 1:44.355  | N/A       | 14          |
| 15                      | 31  | Esteban Ocon     | Alpine-Renault        | 1:41.730  | 1:45.190  | N/A       | 15          |
| 16                      | 23  | Alexander Albon  | Williams-Mercedes     | 1:42.078  | N/A       | N/A       | 16          |
| 17                      | 20  | Kevin Magnussen  | Haas-Ferrari          | 1:42.159  | N/A       | N/A       | 17          |
| 18                      | 5   | Sebastian Vettel | Aston Martin-Mercedes | 1:42.666  | N/A       | N/A       | 18          |
| 19                      | 47  | Mick Schumacher  | Haas-Ferrari          | 1:42.708  | N/A       | N/A       | 19          |
| 20                      | 18  | Lance Stroll     | Aston Martin-Mercedes | 1:43.430  | N/A       | N/A       | 20          |
| 107 %-gränsen: 1:46.068 |     |                  |                       |           |           |           |             |
| Källor:                 |     |                  |                       |           |           |           |             |

## Loppet
Loppet startade klockan 15.00 lokal tid den 3 juli. Verstappen tog ledningen från start. Loppet rödflaggades efter en olycka med Zhou, Albon, Russell, Ocon och Tsunoda samt efter att personer invaderade banan. Den ursprungliga ordningen på startgriden gällde även omstarten, eftersom inte alla bilar hade passerat den första tidtagningslinjen innan loppet rödflaggades. Tävlingen startade om klockan 15:56 lokal tid. Sainz behöll ledningen vid omstarten innan han passerades av Verstappen. Verstappen körde senare över bildelar, vilket resulterade i stora golvskador. De två AlphaTauri-bilarna kolliderade på varv 14, vilket senare bidrog till orsaken till att Pierre Gasly bröt loppet. 
Halvvägs under loppet bröt Valtteri Bottas loppet och Esteban Ocon stannade på sidan av banan vilket resulterade i en säkerhetsbil, som avslutades på varv 42. Under de sista varven av loppet gick Perez och Hamilton båda om Leclerc och de slutade tvåa, trea respektive fyra. Sainz vann loppet och tog därmed sin första seger i karriären efter 150 starter. Haas-föraren Mick Schumacher tog sina första poäng någonsin, efter att ha kommit på åttonde plats.
| Pos.                                                             | Nr. | Förare           | Konstruktör           | Varv | Tid/Bröt         | Grid | Poäng |
| ---------------------------------------------------------------- | --- | ---------------- | --------------------- | ---- | ---------------- | ---- | ----- |
| 1                                                                | 55  | Carlos Sainz Jr. | Ferrari               | 52   | 2:17:50.311      | 1    | 25    |
| 2                                                                | 11  | Sergio Pérez     | Red Bull Racing-RBPT  | 52   | +3.779           | 4    | 18    |
| 3                                                                | 44  | Lewis Hamilton   | Mercedes              | 52   | +6.225           | 5    | 161   |
| 4                                                                | 16  | Charles Leclerc  | Ferrari               | 52   | +8.546           | 3    | 12    |
| 5                                                                | 14  | Fernando Alonso  | Alpine-Renault        | 52   | +9.571           | 7    | 10    |
| 6                                                                | 4   | Lando Norris     | McLaren-Mercedes      | 52   | +11.943          | 6    | 8     |
| 7                                                                | 1   | Max Verstappen   | Red Bull Racing-RBPT  | 52   | +18.777          | 2    | 6     |
| 8                                                                | 47  | Mick Schumacher  | Haas-Ferrari          | 52   | +18.995          | 19   | 4     |
| 9                                                                | 5   | Sebastian Vettel | Aston Martin-Mercedes | 52   | +22.356          | 18   | 2     |
| 10                                                               | 20  | Kevin Magnussen  | Haas-Ferrari          | 52   | +24.590          | 17   | 1     |
| 11                                                               | 18  | Lance Stroll     | Aston Martin-Mercedes | 52   | +26.147          | 20   |       |
| 12                                                               | 6   | Nicholas Latifi  | Williams-Mercedes     | 52   | +32.511          | 10   |       |
| 13                                                               | 3   | Daniel Ricciardo | McLaren-Mercedes      | 52   | +32.817          | 14   |       |
| 14                                                               | 22  | Yuki Tsunoda     | AlphaTauri-RBPT       | 52   | +40.910          | 13   |       |
| Ret                                                              | 31  | Esteban Ocon     | Alpine-Renault        | 37   | Bränslepump      | 15   |       |
| Ret                                                              | 10  | Pierre Gasly     | AlphaTauri-RBPT       | 26   | Kollisionsskador | 11   |       |
| Ret                                                              | 77  | Valtteri Bottas  | Alfa Romeo-Ferrari    | 20   | Växellåda        | 12   |       |
| Ret                                                              | 63  | George Russell   | Mercedes              | 0    | Kollision        | 8    |       |
| Ret                                                              | 24  | Zhou Guanyu      | Alfa Romeo-Ferrari    | 0    | Kollision        | 9    |       |
| Ret                                                              | 23  | Alexander Albon  | Williams-Mercedes     | 0    | Kollision        | 16   |       |
| Snabbaste varvet: Lewis Hamilton (Mercedes) – 1:30.510 (varv 52) |     |                  |                       |      |                  |      |       |
| Källor:                                                          |     |                  |                       |      |                  |      |       |

Noter
- ^1  –Inkluderar en extra poäng för snabbaste varv.

## Ställning i mästerskapet efter loppet
| Pos.  | Förare            | Poäng |
| ----- | ----------------- | ----- |
| 1 ▬   | Max Verstappen    | 181   |
| 2 ▬   | Sergio Pérez      | 147   |
| 3 ▬   | Charles Leclerc   | 138   |
| 4 ▲ 1 | Carlos Sainz, Jr. | 127   |
| 5 ▼ 1 | George Russell    | 111   |

| Pos. | Konstruktör      | Poäng |
| ---- | ---------------- | ----- |
| 1 ▬  | Red Bull         | 328   |
| 2 ▬  | Ferrari          | 265   |
| 3 ▬  | Mercedes         | 204   |
| 4 ▬  | McLaren-Mercedes | 73    |
| 5 ▬  | Alpine-Renault   | 67    |

- Notering: Endast de fem bästa placeringarna i vardera mästerskap finns med på listorna.